# Rasmus Lundtoft Lindbjerg
Rasmus Lundtoft Lindbjerg (født 11. juni 2000 i Give) er en cykelrytter fra Danmark, der er kører for ARBÖ Kärnten Sport Feld Am See.